# Onicofagia

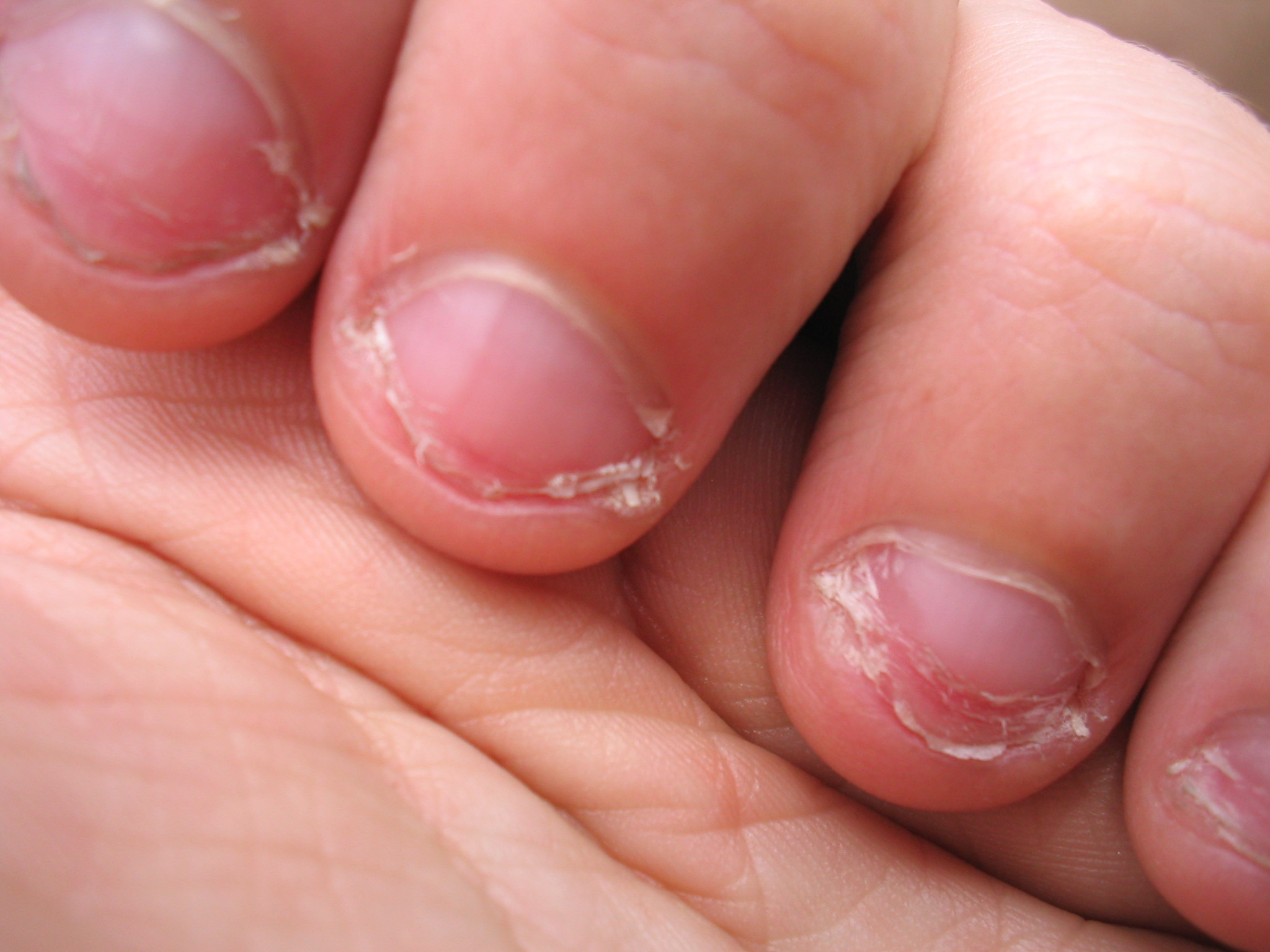
Unhas roídas.

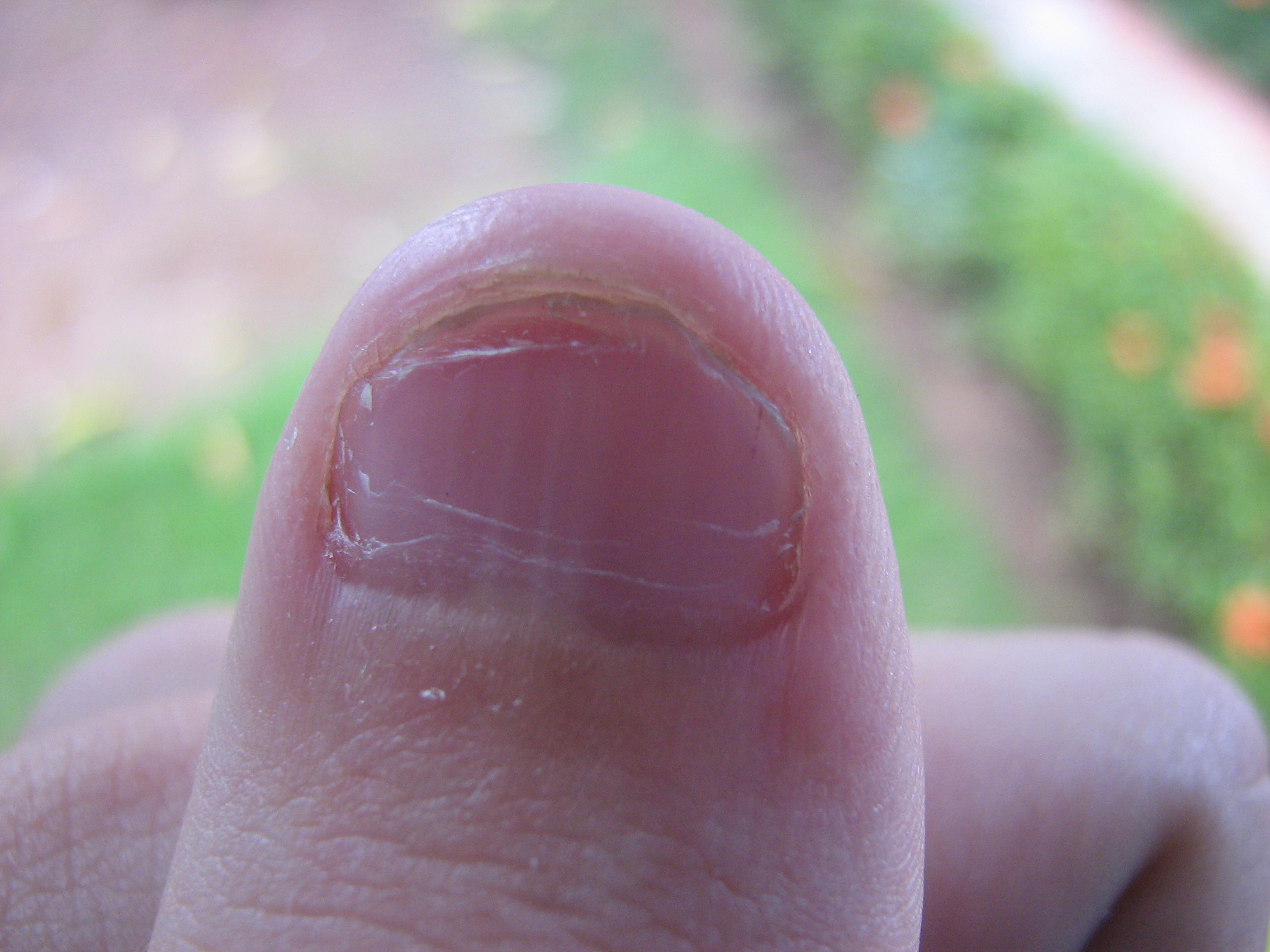
Unha do polegar roída.

Roer unhas (conhecido pela medicina tradicional, por seu termo técnico onicofagia ou roeção de unha) é o hábito de morder as unhas dos dedos das mãos ou pés durante períodos de nervosismo, ansiedade, estresse, fome ou tédio. Trata-se de visão mecanicista.
Atualmente, em razão da crise da medicina ocidental (crise de seu paradigma) tem se aprofundado nas causas psicossomáticas, que indica ser sinal de desordens mentais ou emocionais.
As crianças começam a roer as unhas por volta dos quatro ou cinco anos de idade. 

## Efeitos sociais negativos
Roer unhas, alem de resultar num transporte de germes que vivem embaixo da superfície da unha até a boca, dentre outros malefícios, é sinal psicológico de baixa estima e indecisão da pessoa Predefinição:Autoconhecimento.
1. ↑  https://www.revistaodontopediatria.org/ediciones/2011/1/art-15/
2. ↑  Queiroz, Marcos de Souza (agosto de 1986). «O paradigma mecanicista da medicina ocidental moderna: uma perspectiva antropológica». Revista de Saúde Pública: 309–317. ISSN 0034-8910. doi:10.1590/S0034-89101986000400007. Consultado em 23 de fevereiro de 2023
3. ↑  Gomes da Silva Filho, Noel; Marília Alves Guedes, Albertina (2016). «JOGOS EDUCACIONAIS COMO ESTRATÉGIA PEDAGÓGICA DE ENSINO DOS CONTEÚDOS ESCOLARES». Instituto Internacional  Despertando Vocações. doi:10.31692/2358-9728.iiicointerpdvl.2016.00062. Consultado em 23 de fevereiro de 2023
4. ↑  Roer unha não, mas também a pele ao seu redor e a cutícula, possivelmente rompendo a pele, é suscetível a infecções oportunistas de micróbios e vírus. Esses patógenos podem se espalhar entre os dedos pela boca.

Roer unhas também pode ser negativo por restringir o uso das mãos. Um roedor de unhas compulsivo pode ter sua habilidade para trabalhar restringida (por exemplo, escrever, digitar, desenhar, tocar instrumentos de corda, dirigir) por causa dos estragos feitos às unhas ou à pele em volta.

## Tratamento

### Medicação
Algumas medicações têm se mostrado eficazes para a roeção de unhas. As medicações utilizadas para tratar o problema incluem potentes antidepressivos [carece de fontes?]. Estas medicações são também utilizadas para tratar tricotilomania e includem: clomipramina, fluoxetina, sertralina, paroxetina, fluvoxamina, citalopram, escitalopram, nefazodona e venlafaxina.  Pequenas doses de medicamentos antipsicóticos utilizados no tratamento da esquizofrenia como: risperidona, olazapina, quetiapina, ziprasidona e aripiprazola podem também ser utilizados em conjunto com os antidepressívos. É importante salientar que o uso de antipsicóticos para tratar a onicofagia não quer dizer que o paciente sofra de psicose.
Uma outra opção é o uso da vitamina B (inositol) [carece de fontes?].  Ela reduz a vontade de roer unha ao aumentar a atividade de serotonina no cérebro [carece de fontes?]. 
A serotonina pode estar relacionada a desordens do sistema nervoso.

### Terapia comportamental
Alguns pacientes acharam a terapia comportamental benéfica por si própria ou como um complemento à medicação.  A primeira terapia consiste no Treinamento de Reversão de Hábito (TRH), um processo de quatro partes que busca "desacostumar" a pessoa do hábito e possivelmente substituí-lo por outro hábito mais construtivo. Além do TRH, a terapia de Controle de Estímulo é usada tanto para identificar quanto para eliminar os estímulos que frequentemente geram a vontade de roer unhas.

### Outros tratamentos
Existem várias formas de terapia de aversão para ajudar as pessoas a parar de roer suas unhas.